# Molly Bawn
Molly Bawn è un film muto del 1916 diretto da Cecil M. Hepworth.

## Trama
Una coppia tenta di riconquistare il favore del nonno.

## Produzione
Il film fu prodotto dalla Hepworth.

## Distribuzione
Distribuito dalla Hepworth, il film uscì nelle sale cinematografiche britanniche nel dicembre 1916.
Si conoscono pochi dati del film che si pensa sia stato distrutto insieme a gran parte dei film della compagnia nel 1924 dallo stesso produttore, Cecil M. Hepworth. Fallito, in gravissime difficoltà finanziarie, Hepworth pensava in questo modo di poter almeno recuperare il nitrato d'argento della pellicola.